# Jørgen Iversen
Jørgen Iversen (ur. 25 lutego 1638, zm. 1683) – Duńczyk, od roku 1672 gubernator wyspy Saint Thomas leżącej w archipelagu Wysp Dziewiczych.
Po II wojnie anglo-holenderskiej, w 1666 roku król Danii Fryderyk III zaanektował wyspę Saint Thomas, która od 1657 roku należała do Holandii, na kolonię duńską. W roku 1672 powstała Duńska Kampania Zachodnioindyjska w celu eksploatacji kolonii. Jej gubernatorem został Jørge Iversen pochodzący z Elzynoru. Pierwszymi kolonistami byli więźniowie oraz trzech Indian. W kolejnych latach wyspę zasiedlali piraci i wyrzutki z basenu Morza Karaibskiego.
Jørge Iversen w czasie swoich rządów wybudował osadę Charlotte Amalie. Jej nazwa pochodziła od imion duńskiej królowej Charlotte Amalie – Karoliny Amelii (1650–1714), małżonki króla Chrystiana V. Założył również plantacje trzciny cukrowej i zapoczątkował produkcję rumu Mata diablos. W trakcie ciężkiej choroby Iversona, na jego miejsce przybył Nils Smith i objął władzę. Iverson próbował jeszcze odzyskać władzę, lecz w czasie rejsu na Saint Thomas, statek opanowali więzieni więźniowie i wyrzucili go za burtę.